# Joaquim Júdice Bicker
Joaquim Pedro Vieira Júdice Bicker (Portimão, 9 de julho de 1866 — Lisboa, 21 de janeiro de 1926) foi um oficial da Armada Portuguesa que se destacou na administração colonial, tendo sido governador de Cabo Verde e da Guiné Portuguesa. Também exerceu importantes funções políticas, entre as quais as de Ministro da Marinha no 24.º governo republicano, em funções de 8 de março a 26 de junho de 1920, e novamente, em iguais funções, no 38.º governo republicano, em funções de 15 de novembro a 17 de dezembro de 1923.

## Biografia
Nasceu em Portimão, filho de Pedro Firmino Júdice Bicker e de sua esposa, Maria Helísa Furtado Vieira.
Oficial da marinha, foi sucessivamente membro do Partido Liberal e do Partido Nacionalista. Foi governador da Guiné, Cabo Verde, Limpopo e São Tomé.
Foi Ministro da Marinha de 8 de março a 26 de junho de 1920, no governo de António Maria Baptista e Ramos Preto, sendo o único liberal num governo de democráticos, e novament Ministro da Marinha no governo nacionalista de Ginestal Machado, de 15 de novembro a 17 de dezembro de 1923.